# مرورگر یوسی

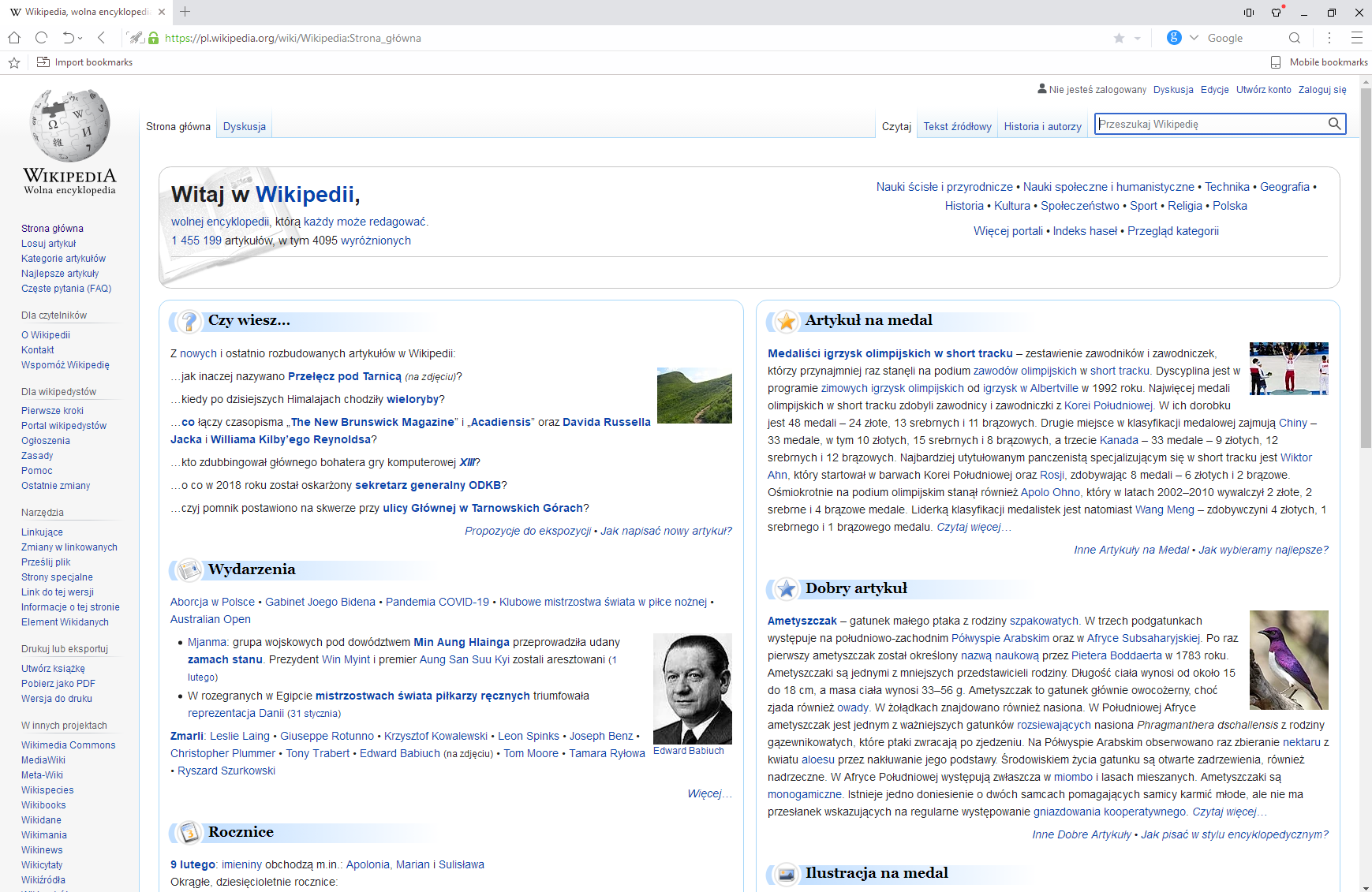
مرورگر یوسی

یو سی وب UC Web مرورگری برای گوشی‌های تلفن‌های همراه است که قابلیت نصب بر روی اکثر گوشی‌های تلفن‌های همراه از قبیل جاوا، سیمبین و… را دارا می‌باشد. شرکت سازنده این نرم‌افزار در چین و شعبه آن در هند قرار دارد.
جدیداً نسخه جدید آن (۹٫۱) منتشر شد که فونت جدیدی را به نام بیتمپ وارد کرده که به چشم راحت‌تر می‌آید. در این نسخه برای موبایل‌های لمسی یک صفحه کلید مجازی تعبیه شده در خود یوسی را می‌آورد.
این نرم‌افزار به دلیل مشکلات فنی از حدود بهمن ۱۳۹۱ تا تیر ۱۳۹۲ نمی‌توانست فیسبوک را برای اکثر ایرانیان باز کند.
افزایش سرعت و شکستن فیلتر دو خصوصیت بسیار مهم این نرم‌افزار است.

## تاریخچه
| نسخه | سیستم‌علمل مورد سازگار                              | تاریخ ورود به بازار | تغییرات مهم                                                     |
| ---- | -------------------------------------------------- | ------------------- | --------------------------------------------------------------- |
| ۶٫۳  | سکوی جاوا، نسخه میکرو، ویندوز موبایل، S۶۰          | November ۵، ۲۰۰۹    | First release; sidebar, quicksearch, tabbed browsing.           |
| ۷٫۰  | سکوی جاوا، نسخه میکرو، ویندوز موبایل، S۶۰          | December ۲۸، ۲۰۰۹   | Sidebar, extension management.                                  |
| ۷٫۱  | iOS                                                | June ۱، ۲۰۱۰        | First release on iOS platform.                                  |
| ۷٫۲  | سکوی جاوا، نسخه میکرو، ویندوز موبایل، S۶۰، اندروید | July ۱۴، ۲۰۱۰       | First release on Android platform.                              |
| ۷٫۴  | سکوی جاوا، نسخه میکرو، ویندوز موبایل، S۶۰          | October ۲۹، ۲۰۱۰    | Cursor mode as default, new design, Speed Dial customization.   |
| ۷٫۵  | سکوی جاوا، نسخه میکرو                              | December ۷، ۲۰۱۰    | Access via Server as default, alternative proxy.                |
| ۷٫۶  | سکوی جاوا، نسخه میکرو، ویندوز موبایل، S۶۰          | March ۱۶، ۲۰۱۱      | Quick Share to Facebook/Twitter.                                |
| ۷٫۷  | سکوی جاوا، نسخه میکرو، ویندوز موبایل، S۶۰، bada    | May ۱۲، ۲۰۱۱        | In-line editing support.                                        |
| ۹٬۱  | سکوی جاوا، نسخه میکرو                              | ۱ مرداد ۱۳۹۲        | Bitmap Font,Greater Languages Support,eMule and FTP downloading |